# Chiesa cattolica in Nuova Zelanda
La Chiesa cattolica in Nuova Zelanda comprende circa 470.000 battezzati, il 12% della popolazione totale. Nelle sette diocesi del paese operano 530 preti e 1200 uomini e donne appartenenti a ordini religiosi.

## Organizzazione ecclesiastica
Tutta la Nuova Zelanda fa parte di un'unica provincia ecclesiastica, costituita da un'arcidiocesi e da cinque diocesi suffraganee:
- Arcidiocesi di Wellington
  - Diocesi di Auckland
  - Diocesi di Christchurch
  - Diocesi di Dunedin
  - Diocesi di Hamilton in Nuova Zelanda
  - Diocesi di Palmerston North

Le isole Cook, sotto sovranità neozelandese, costituiscono la diocesi di Rarotonga, suffraganea dell'arcidiocesi di Suva.
Niue rientra nella giurisdizione della diocesi di Tonga.
A Tokelau si trova la missione sui iuris di Tokelau.
È presente anche un ordinariato militare in Nuova Zelanda.

## Nunziatura apostolica
Il 1º novembre 1968 è stata istituita la delegazione apostolica della Nuova Zelanda e dell'Oceano Pacifico con il breve Quo plus efficientiae di papa Paolo VI, ricavandone il territorio dalla precedente delegazione apostolica di Australia, Nuova Zelanda e Oceania.
La nunziatura apostolica in Nuova Zelanda è stata istituita il 20 giugno 1973 con il breve Qui in beatissimi dello stesso papa Paolo VI. Contestualmente il nunzio apostolico è stato nominato delegato apostolico nell'Oceano Pacifico.
Dal 29 aprile 1999 le Isole Cook hanno una propria nunziatura, che ha a capo il nunzio apostolico in Nuova Zelanda.
A partire dagli inizi degli anni novanta del XX secolo la Santa Sede ha stabilito relazioni diplomatiche con quasi tutti gli Stati del Pacifico: in ognuno di essi è nunzio apostolico il nunzio in Nuova Zelanda.

### Delegati apostolici
- Raymond Philip Etteldorf † (21 dicembre 1968 - 5 ottobre 1973 nominato pro-nunzio apostolico)

### Pro-nunzi apostolici
- Raymond Philip Etteldorf † (5 ottobre 1973 - 21 giugno 1974 nominato pro-nunzio apostolico in Etiopia)
- Angelo Acerbi (22 giugno 1974 - 14 agosto 1979 nominato nunzio apostolico in Colombia)
- Antonio Magnoni † (24 aprile 1980 - 22 luglio 1989 nominato pro-nunzio apostolico in Egitto)
- Thomas Anthony White † (14 ottobre 1989 - 1993 diventato nunzio apostolico)

### Nunzi apostolici
- Thomas Anthony White † (1993 - 27 aprile 1996 dimesso)
- Patrick Coveney † (27 aprile 1996 - 25 gennaio 2005 nominato nunzio apostolico in Grecia)
- Charles Daniel Balvo (1º aprile 2005 - 17 gennaio 2013 nominato nunzio apostolico in Kenya e osservatore permanente della Santa Sede presso l'UNEP e l'UN-HABITAT)
- Martin Krebs (8 maggio 2013 - 16 giugno 2018 nominato nunzio apostolico in Uruguay)
- Novatus Rugambwa (29 marzo 2019 - 27 luglio 2024 dimesso)
- Gábor Pintér, dal 27 luglio 2024

## Conferenza episcopale
Elenco dei presidenti della Conferenza episcopale della Nuova Zelanda:
- Cardinale Peter Thomas McKeefry (1967 - 1973)
- Vescovo John Patrick Kavanagh (1974 - 1976)
- Cardinale Reginald John Delargey (1976 - 1979)
- Vescovo John Patrick Kavanagh (1979 - 1980)
- Cardinale Thomas Stafford Williams (1980 - 1988)
- Vescovo Edward Russell Gaines (1988 - 1991)
- Vescovo Leonard Anthony Boyle (1991 - 1997)
- Vescovo Peter James Cullinane (1997 - 2003)
- Vescovo Denis George Browne (novembre 2003 - settembre 2012)
- Cardinale John Atcherley Dew (settembre 2012 - 1º giugno 2016)
- Vescovo Patrick James Dunn (1º giugno 2016 - 30 ottobre 2020)
- Cardinale John Atcherley Dew (30 ottobre 2020 - 11 maggio 2023)
- Vescovo Stephen Marmion Lowe, dall'11 maggio 2023

Elenco dei vicepresidenti della Conferenza episcopale della Nuova Zelanda:
- Vescovo Colin David Campbell (settembre 2012 - 30 ottobre 2020)
- Vescovo Stephen Marmion Lowe (30 ottobre 2020 - 11 maggio 2023)
- Vescovo Michael Joseph Dooley, dall'11 maggio 2023

Elenco dei segretari generali della Conferenza episcopale della Nuova Zelanda:
- Vescovo Patrick James Dunn (settembre 2012 - 1º giugno 2016)
- Vescovo Stephen Marmion Lowe (2016 ? - 30 ottobre 2020)
- Arcivescovo Paul Gerard Martin, dall'11 maggio 2023

Le circoscrizioni ecclesiastiche dei territori neozelandesi nel Pacifico, ovvero la diocesi di Rarotonga (isole Cook), la diocesi di Tonga (che comprende anche Niue) e la missione sui iuris di Tokelau, fanno parte della Conferenza episcopale del Pacifico.